# Stare Grochale
Stare Grochale – wieś w Polsce położona w województwie mazowieckim, w powiecie nowodworskim, w gminie Leoncin.
W latach 1975–1998 miejscowość administracyjnie należała do województwa warszawskiego.